# Materiale nanostrutturato per l'edilizia
Negli anni 2000 la ricerca applicata sui materiali nanostrutturati, o nanomateriali, inizialmente limitata ai soli settori aerospaziale e biomedico, ha cominciato ad interessare in maniera crescente il campo dei prodotti per l'edilizia. Anche nel settore edilizio infatti cominciano ad essere impiegate varie tipologie di prodotti innovativi che sfruttano le proprietà peculiari delle nanostrutture.

## Prospettive
Nonostante la domanda attuale in questo settore sia finora piuttosto limitata (nel 2006 negli Stati Uniti è stata di soli 20 milioni di dollari), essa appare destinata ad una forte sviluppo che porterà ad un ampliamento del mercato pari a circa 100 milioni di dollari nel 2011 e circa 1,75 miliardi nel 2025. Il grande fermento in questo settore di ricerca ha stimolato la messa a punto di tecniche di sintesi innovative, i cui principali vantaggi sono la relativa semplicità e, soprattutto, l'economicità.
Una crescita di tale portata sembra destinata ad ampliare notevolmente le alternative a disposizione del progettista nella scelta dei materiali da impiegare, fino a modificare il modo stesso di concepire gli organismi edilizi grazie alle straordinarie e talvolta inedite proprietà che i materiali nanostrutturati presentano. Negli anni 2000 nel settore edilizio cominciano a essere utilizzate diverse tipologie di nanocompositi, con matrice organica (polimerica) o inorganica (cementizia o vetrosa) alla quale mediante processi chimici vengono legate nanopolveri o nanoparticelle anch'esse a base inorganica (ossidi metallici o ceramica) o organica (carbonio). È inoltre possibile rivestire mediante rivestimenti nanostrutturati la maggior parte dei materiali comunemente impiegati nelle costruzioni, selezionando la tipologia di rivestimento in base alle prestazioni specifiche richieste. Il progressivo avanzamento delle tecnologie di lavorazione porterà ad ulteriori possibilità applicative, a partire dall'utilizzo di dispositivi e attuatori nanostrutturati all'interno di componenti edilizi, fino ad ipotizzare strutture ultrasottili cento volte più resistenti dell'acciaio e sei volte più leggere e flessibili realizzate con nanotubi di carbonio.

## Caratteristiche e proprietà
Le proprietà peculiari di tali materiali risiedono proprio nelle caratteristiche delle nanostrutture. Al di sotto dei 100 nm, infatti, la percentuale di atomi di superficie di un corpo diventa sempre più significativa fino a predominare su quella degli atomi interni quando la dimensione è assai prossima al nanometro. Poiché in un solido le proprietà macroscopiche sono strettamente correlate a quelle microscopiche, anche alla macroscala è possibile sfruttare le particolari caratteristiche proprie degli atomi di superficie (in termini di contenuto di energia, polarizzabilità elettrica, proprietà termiche, proprietà meccaniche, ecc.).
È possibile ottenere, ad esempio, materiali ceramici di maggiore durezza e tenacità; metalli di maggiore durezza, con elevato carico allo snervamento, particolari proprietà elettriche; polimeri con maggiore resistenza meccanica, al calore e agli attacchi chimici, migliori proprietà di barriera allo scambio gassoso, migliore trasparenza, conduttività elettrica, resistenza ad agenti atmosferici e all'invecchiamento. Le nanotecnologie permettono inoltre di sintetizzare nuove classi di materiali, con proprietà in precedenza non ipotizzabili (si pensi agli isolanti trasparenti, aerogel nanostrutturati, che combinano caratteristiche uniche di leggerezza e resistenza meccanica).
I materiali nanostrutturati, basati su tecnologie dematerializzate finalizzate al risparmio di risorse, sono caratterizzati da una elevata lavorabilità e durabilità, possono reagire agli stimoli esterni migliorando la risposta ai fattori ambientali e la resistenza agli agenti aggressivi, fino a favorire l'ossidazione di sostanze inquinanti (come le malte fotocatalitiche a base di diossido di titanio TX Active brevettato dalla Italcementi).
Le maggiori incognite legate all'utilizzo di tali materiali riguardano la stabilità nel tempo delle reazioni chimiche prodotte sulla superficie, l'eventuale rilascio di sostanze tossiche nel lungo periodo, i livelli di sostenibilità nei processi produttivi su scala industriale e le modalità di dismissione. Sono stati infatti lanciati avvertimenti sugli effetti sconosciuti che le nanoparticelle possono provocare sulla salute umana e sull'ambiente, al punto che in molti hanno chiesto che la ricerca nanotecnologica sia accompagnata da studi sull'ecotossicologia.

## Tecnologie di lavorazione
I processi di lavorazione dei nanomateriali per il settore edilizio sono di natura complessa e richiedono un accurato controllo al fine di ottenere le prestazioni richieste. Nel caso dei nanocompositi una delle principali difficoltà risiede nell'attitudine delle nanoparticelle ad aggregarsi in forme cristalline di dimensioni micrometriche per ridurre la propria energia libera di superficie. È necessario invece che le cariche siano disposte uniformemente nella matrice e che ciascuna presenti le medesime caratteristiche di forma, dimensione e composizione, contribuendo alla stessa maniera al raggiungimento delle proprietà finali del composito (la forma delle nanoparticelle, ad esempio, risulta fondamentale per aumentare la resistenza meccanica del materiale secondo direzioni preferenziali).
A seconda della tipologia di materiale nanostrutturato da ottenere si può operare seguendo diversi processi di lavorazione; questi possono essere classificati secondo due metodi principali:
Un primo metodo, denominato top-down, consiste nell'ottenere strutture di dimensioni nanometriche a partire dalla lavorazione di un solido di dimensioni discrete. Il processo più comune è basato su tecniche di miniaturizzazione mediante litografia a fasci di elettroni, ioni o raggi X, che tendono a ridurre progressivamente le dimensioni dei reticoli cristallini. Attualmente tuttavia i metodi di miniaturizzazione non sono in grado di produrre nanostrutture con una dimensione inferiore ai 100 nm per limitazioni legate principalmente alla capacità di focalizzazione dei fasci.
L'altro approccio è quello bottom-up, in cui la nanostruttura è generata per addizioni successive di atomi, con una tecnica basata principalmente sull'attivazione di processi chimici (ad esempio con tecniche sol-gel o di deposizione chimica da vapore). I metodi nanochimici consentono il controllo della dimensione delle strutture fin da un livello atomico o molecolare e appaiono oggi i più adeguati per la produzione di quantità elevate di materiale nanostrutturato, poiché sembra matura la possibilità di un trasferimento della produzione su scala più ampia.

## Classificazione
Generalmente è possibile classificare i nanomateriali in relazione al numero di dimensioni nanometriche che presentano; esistono infatti: 
- strutture zerodimensionali (punti quantici), in cui tutte le dimensioni sono in scala nanometrica, come le nanoparticelle (ossidi, metalli, semiconduttori, fullereni, ecc.);
- strutture monodimensionali (fili quantici),  con una sola dimensione finita come i nanofili (nanowire), i nanorod o i nanotubi di carbonio;
- strutture bidimensionali (pozzi quantici), con sole due dimensioni finite, come i film sottili (monostrato, multistrato, Self-Assembled Monolayer, ecc.);
- strutture tridimensionali come i nanocompositi (ibridi organici-inorganici, micro e mesoporosi, ecc.), che presentano le tre dimensioni finite.

In relazione alla maggior parte degli impieghi finali in ambito edilizio è possibile considerare le prime due categorie come materiali di base necessari alla realizzazione del prodotto finale. I materiali nanostrutturati per l'edilizia possono infatti presentarsi come compositi realizzati direttamente in laboratorio, dove il processo di sintesi delle nanoparticelle può avvenire in presenza della matrice, o come materiali tradizionali (vetro, legno, alluminio, ecc.) rivestiti con film sottili mediante processi di polverizzazione catodica. È inoltre possibile realizzare coating mediante film sottili di diversa natura di superfici tramite uno o più strati, e i singoli strati possono essere chimicamente funzionalizzati per assolvere alle diverse funzioni. È il caso dei SAM (Self Assembled Monolayer), in cui il film sottile si forma in maniera spontanea sulla superficie da ricoprire mediante l'aggregazione di un solo strato di molecole alla volta.

## Prodotti in commercio
Ad oggi le principali sperimentazioni in ambito edilizio riguardano le seguenti tipologie di prodotti:
- materiali cementizi autopulenti e fotocatalitici impiegati per intonaci e pavimentazioni
- compositi fibrorinforzati nanostrutturati per strutture leggere e resistenti
- vernici e rivestimenti nanostrutturati antiusura, anticorrosione, termici o fotocatalitici
- materiali organici per la conversione fotovoltaica
- isolanti trasparenti nanostrutturati
- vetri autopulenti, fotocromici e termocromici con nanoparticelle
- sorgenti luminose con nanotubi di carbonio
- SURFASHIELD sospensione a base acqua di biossido di titanio prodotto con sistema sol-gel applicabile in aggregazione chimica a freddo

Tra queste categorie, i materiali fotocatalitici (non solo malte cementizie, ma anche ceramica e alluminio) basati sul trattamento con biossido di titanio e le varie tipologie di vetri speciali, rappresentano i settori maggiormente sviluppati, per cui è oggi largamente presente sul mercato un'offerta di prodotti innovativi.
Le principali sperimentazioni condotte in Italia finalizzate a prodotti e componenti edilizi riguardano i nanocompositi ibridi organici-inorganici, il fotovoltaico organico e film protettivi per l'involucro edilizio.